# Sunset Beach (Alberta)
Pour les articles homonymes, voir Sunset Beach.
Sunset Beach est un village d'été (summer village) du Comté d'Athabasca, situé dans la province canadienne d'Alberta.

## Démographie
En tant que localité désignée dans le recensement de 2011, Sunset Beach a une population de 44 habitants dans 25 de ses 108 logements, soit une variation de -50 % avec la population de 2006. Avec une superficie de 0,991 3 km2, le village d'été possède une densité de population de 44,386 2 hab/km2 en 2011.
Concernant le recensement de 2006, Sunset Beach abritait 88 habitants dans 45 de ses 108 logements. Avec une superficie de 0,991 3 km2, le village d'été possédait une densité de population de 88,8 hab/km2 en 2006.
| 2001 | 2006 | 2011 | 2016 |
| ---- | ---- | ---- | ---- |
| 50   | 88   | 44   | 49   |